# Norman Saunders
Norman Blaine Saunders (1 de enero de 1907– 1 de marzo de 1989) fue un prolífico artista estadounidense que hizo ilustraciones para revistas pulp, periódicos, revistas de aventuras, libros de cómic y cromos. De vez en cuando,  firmó su trabajo con su segundo nombre, Blaine.

## Biografía

### Carrera y vida tempranas
Nació en Minot, Dakota del Norte, pero pronto su familia se trasladó a Bemidji en Minnesota del norte donde él y sus padres vivieron en una casa de una sola habitación. Su familia continuó moviéndose y llegaron al Condado de Roseau en la frontera canadiense, donde su padre era ministro Presbiteriano. "Una tribu de indios Chippewa vivían allí y yo era prácticamente un hermano de sangre."
Su carrera se inició con sus contribuciones a Capitán Billy Whiz de Fawcett Publications, donde estuvo empleado de 1928 a 1934. 

### Pulp

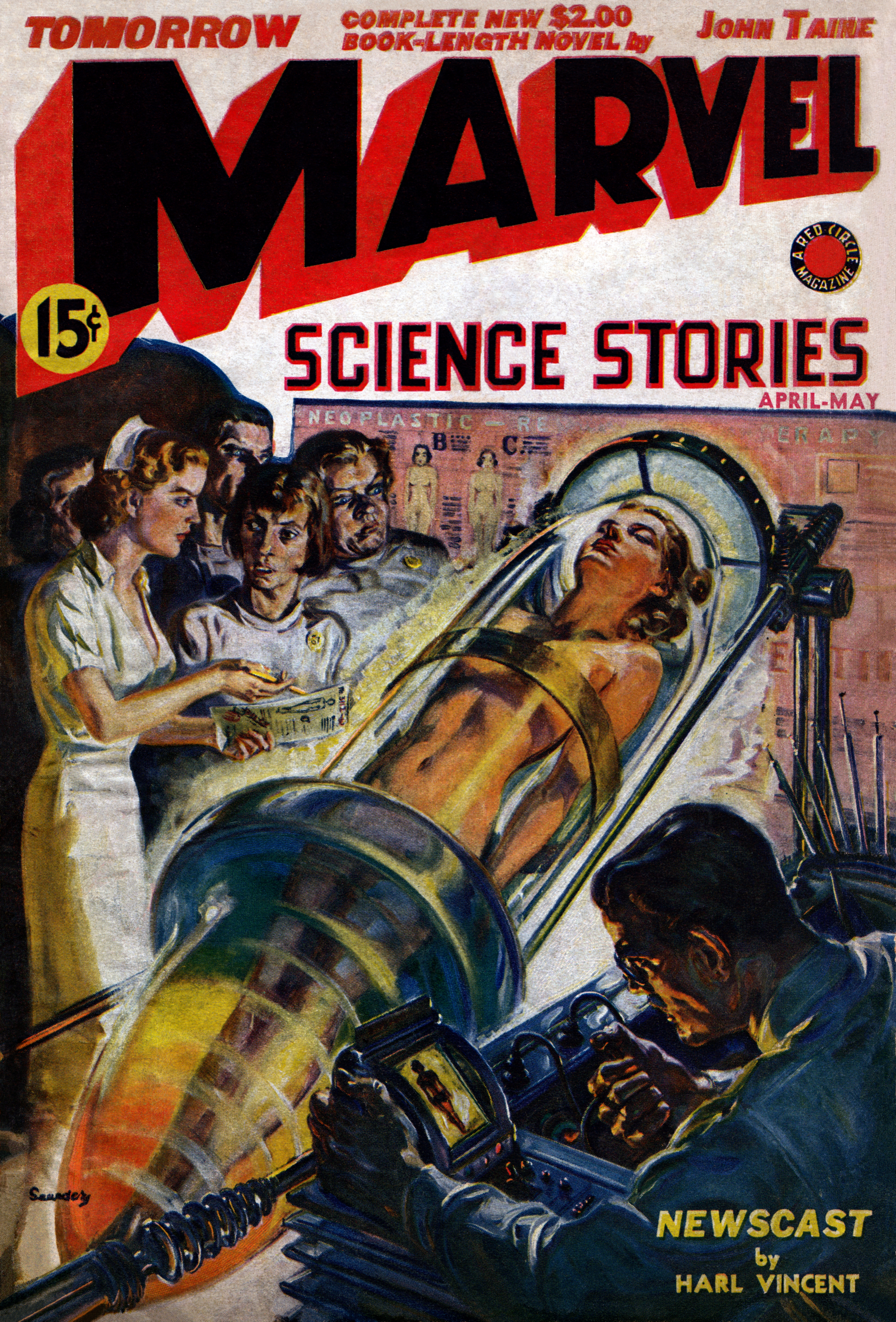
Portada de Norman Saunders para Marvel Science Stories mayo de 1939.

Dejó Fawcett para convertirse en un artista freelance en Nueva York y de paso estudió con Harvey Dunn en la Grand Central School of Art. Pintó obras para todos los editores importantes y pronto fue reconocido por sus frenéticas escenas de acción, sus mujeres bellas y su capacidad de cumplir en una fecha límite. Trabajó en casi todos los géneros—Westerns, terror, histórico, aventura, detectivesco y deportes. Era capaz de pintar muy deprisa, produciendo 100 pinturas al año—dos a la semana de 1935 a 1942—y así vivió bien durante la Gran Depresión.
Durante la Segunda Guerra Mundial, sirvió como Policía Militar vigilando a prisioneros alemanes. Transferido al Cuerpo de Ejército de Ingenieros,  supervisó la construcción de un gaseoducto en Birmania. Durante sus horas libres,  hacía acuarelas de templos birmanos.

### Colecciones de cromos
En 1958, Saunders obtuvo su primer encargo de cromos Topps, pintando sobre fotografías de jugadores de béisbol traspasados, de modo que aparecerían con el suéter de su nuevo equipo. Topps Pronto empleó a Saunders para crear obras de arte para muchas otras tarjetas, incluyendo la serie de 55 tarjetas de 1962 Mars Attacks que años después inspiró el film de Tim Burton.
La serie de cromos provocó una enorme polémica entre los padres por sus escenas violentas y su sexualidad implícita. Topps Respondió inicialmente modificando 13 cromos para reducir el gore y la sexualidad; después tuvo que interrumpir la producción.
Saunders También dibujó otras colecciones de cromos clásicos como Ugly Stickers, Nutty Initials, Your Own Name y Civil War News.

## Vida personal
Su hija, Zina Saunders, es también ilustradora para revistas, libros y cromos. Su hijo, David Saunders, es el escultor que diseñó la "Apple Fence" en el neoyorquino Aeropuerto Laguardia.

## Libros
- Graphic Design Time Line: A Century Of Design Milestones. Heller, Steven; Pettit, Elinor, Allworth Publications, New York, NY, 2000.
- Norman Saunders. Saunders, David, The Illustrated Press, Saint Louis, MO, 2008.
- Pulp Art: Original Cover Paintings For The Great American Pulp Magazines. Lesser, Robert; Reed, Roger, Gramercy Books, New York, NY, 1997.